# 1813 год в истории железнодорожного транспорта
1813 год в истории железнодорожного транспорта

## События
- В этом году начались пассажирские перевозки на линии Килмарнок — Трун, впервые в Шотландии[1].

## Новый подвижной состав
- Пыхтящий Билли построен двумя сотрудниками угольной шахты рядом с Ньюкасл-апон-Тайн, Уильямом Гедли[англ.] и Тимоти Хэквортом.
- Механический путешественник, паровоз с необычной конструкцией, где локомотив приводился в движение двумя «ногами», отталкиваясь от земли.

## Персоны

### Родились
- 16 февраля — Джозеф Рид Андерсон, владелец американской паровозостроительной компании Tredegar Iron Works.
- 14 мая — Чарльз Байер[англ.], производитель локомотивов, сооснователь компании Beyer-Peacock[2].